# Felix the Cat
Felix The Cat — відеогра, випущена в 1992 році для платформи NES, а в 1993 — для Game Boy. Гра розроблена японською компанією Shimada Kikaku та видана компанією Hudson Soft за мотивами мультфільмів за участю Кота Фелікса. Версія гри для Game Boy практично ідентична версії для NES, але містить меншу кількість рівнів.
28 березня 2024 року компанія Konami перевидала дві версії гри на нинішній ігрових поколінь PS4, PS5 та Nintendo Switch.

## Сюжет
Сердитий професор хоче отримати чарівну сумку, що належить Феліксу, для цього він викрадає його кохану Кітті. Гравець, керуючи Котом Феліксом, має дістатися до притулку професора та врятувати свою кохану.

## Ігровий процес
Герой гри може стрибати та атакувати супротивників. Багаторазове натискання кнопки стрибка використовується для польоту та плавання. Типи атак змінюються залежно від чарівної стадії, досягнутої Феліксом. При падінні кота в прірву або після закінчення відліку встановленого лічильника часу Фелікс втрачає одне життя, незалежно від своєї чарівної стадії. Кожна чарівна стадія збільшує силу зброї, а також у більшості випадків надає новий транспорт для пересування.
Чарівні стадії (крім базової) мають обмежений запас енергії, яка зменшується з часом і поповнюється молоком. Якщо енергія закінчується, Фелікс втрачає одну чарівну стадію.

## Світи
Загалом у грі дев'ять світів, як правило, із трьома рівнями («раундами») кожен. Наприкінці кожного світу (крім одного) гравця чекає зустріч із босом.
- Перший світ трав'яний і повністю сухопутний. Бос — Пойндекстер. За перемогу дається 10 000 очок.
- У другому світі перший рівень проходить у повітрі, що залишилися два — на суші. Бос — пес Рок Боттом; за перемогу дається 20 000 балів.
- Третій світ складається з двох сухопутних рівнів на початку і з третього в повітрі. Бос — Майстер Циліндр; за перемогу дається 30 000 балів.
- Четвертий світ спочатку долається суходолом, потім на воді, і на закінчення, — під водою. Бос — риба Гульпо; за перемогу дається 40 000 балів.
- П'ятий світ спочатку долається в джунглях суходолом, потім повітрям, і потім знову суходолом. Бос — злий клон Фелікса; за перемогу дається 50 000 балів.
- Шостий світ включає надводну і підводну подорож, без третього рівня. Бос — Майстер; за перемогу дається 60 000 балів.
- Сьомий світ сніжний та сухопутний. Бос — Poindexter; за перемогу дається 70 000 балів.
- Восьмий світ складається з одного рівня — космічного, без боса.
- Дев'ятий, заключний світ, повністю сухопутний. Ви потрапите в лігво професора. Бос — Професор; за перемогу дається 90 000 очок.

Іноді між світами відбувається телефонна розмова між Феліксом та злим професором.

## Сіквели та продовження
Був піратський сіквел — Felix The Cat від Dragon Co. Це неліцензійна та піратська гра в жанрі платформер, розроблена та видана компанією Dragon Co. 1998 року. Вона не має жодного відношення до офіційної гри від Hudson Soft Felix The Cat, випущеної у 1992 році, але ігровий процес цих двох ігор дуже схожий.
Сюжет цієї історії заснований на старому мультфільмі Фелікса під назвою «The Goose That Laid the Golden Egg».
28 березня 2024 року Konami перевипустив обидві версії з NES і Game Boy на Nintendo Switch.

## Публікації
Felix the Cat // Енціклопедія кращих ігор для Dendy, випуск другий. — Санкт-Петербург : «Нева-Визит», 2002. — С. 105–121. — ISBN 5-93603-065-2.